# Hyatt Center
Hyatt Center es un edificio de oficinas ubicado en Chicago y completado en 2005. Este rascacielos de 48 pisos se eleva 207 metros en 71 South Wacker Drive. Es propiedad de Irvine Company.
El llamativo diseño elíptico de acero y vidrio de Pei Cobb Freed es una reminiscencia de la Tour EDF, un rascacielos de París, Francia, diseñado por la misma firma arquitectónica.
El edificio de 162 000 m² contiene 50 000 m³ de hormigón y 12000 toneladas de acero estructural. Se necesitaron alrededor de 2 700 camiones para excavar los cimientos del edificio, y 1 300 000 horas-persona durante unos dos años para terminar el edificio. El Hyatt Center contiene 35 ascensores de alta velocidad.
El edificio cuenta con un extenso diseño paisajístico proyectado por Chicago's Hoerr Schaudt Landscape Architects, tanto dentro como fuera, con bosques de bambú, fuentes, y macetas de piedra curvas con exuberante hierba verde ubicadas en el lado sur del edificio que revisten el moderno vestíbulo. El Hyatt Center también contiene paneles de arte de Keith Tyson y un trampantojo mural de Ricci Albenda.
El mayor inquilino del edificio es Mayer Brown LLP, que ocupa los pisos 32,33,36-43, y comparte el café del piso 2 con algunos de los otros inquilinos.

## Concepto previo
Originalmente, la Pritzker Realty Group tenía la intención de que el arquitecto británico Norman Foster diseñase la que en aquel momento se llamaba la Pritzker Tower, para albergar las oficinas de Global Hyatt Corporation y otras propiedades de la familia. De todos modos, los planos para el edificio de 60 pisos fueron descartados debido a consideraciones fiscales y los inciertos sucesos mundiales después de los atentados terroristas del 9/11.

## Seguridad
Al ser el primer edificio de gran altura construido en Chicago después del 9/11, Kroll Security Group, la división de consultoría de seguridad e ingeniería de Kroll Inc., fue contratada como consultora de seguridad para que proporcionara los sistemas de seguridad del proyecto.